# Associação Médica do Rio Grande do Sul
A Associação Médica do Rio Grande do Sul (AMRIGS) é uma associação de médicos do estado do Rio Grande do Sul. Foi fundada em 27 de outubro de 1951, em solenidade no Salão Nobre da Faculdade de Medicina da UFRGS.[carece de fontes?] Possui cerca de 10 mil sócios no estado e é presidida por Alfredo Floro Cantalice, desde 2014. É uma das principais entidades mantenedoras da história da medicina gaúcha, por manter seu memorial.
A associação mantem ainda um Centro de Eventos, e está construindo uma nova sede com espaços culturais e de eventos para atender aos associados e ao público em geral. O Teatro Amrigs, com capacidade para 700 pessoas, foi inaugurado em 1999,[carece de fontes?] no mesmo local da associação.
A AMRIGS também realiza desde 1971 o Exame AMRIGS, prova de avaliação de médicos e estudantes de medicina, que é utilizada no processo seletivo de diversos programas de residência médica do estado do RS.

## História
Sua fundação tem relação direta com a fundação da Associação Médica Brasileira - AMB, ocorrida 9 meses antes. Durante a fundação da AMB, foi determinado que o sistema de representação ocorreria por meio de associações estaduais. Cada estado participaria do sistema federativa da AMB.[carece de fontes?] Iniciou suas atividades já prestando assistência aos médicos de entidades filantrópicas como o Instituto Espírita Dias da Cruz e Vila São Pedro.[carece de fontes?] Seu primeiro presidente, Paulo Tibiriçá, era em 1951 presidente da Sociedades de Medicina de Porto Alegre. Em reunião neste mesmo ano, no Sindicato Médico do Rio Grande do Sul, com o presidente da Sociedades de Cirurgia de Porto Alegre, Bruno Marsiaj, foi articulada a fundação da Associação Médica do Rio Grande do Sul.[carece de fontes?]
O surgimento da AMRIGS foi concomitante ao da criação do Conselho Regional de Medicina, que ocorreu em 1952. Várias das reuniões do conselho ocorreram na sede da AMRIGS que serviu de apoio a várias atividades de divulgação científica da medicina gaucha.[carece de fontes?] Atualmente é um parceiro do Governo do Rio Grande do Sul na área da saúde pública. 